# Вестердалелвен
Вестердалелвен (на шведски: Västerdalälven) е река в централната част на Швеция (провинция Даларна), дясна съставяща на Далелвен, вливаща се в Ботническия залив на Балтийско море. Дължина 315 km, площ на водосборния басейн 8640 km².

## Географска характеристика
Река Вестердалелвен се образува на 364 m н.в., край южното подножие на масива Фулуфелег (в южната част на Скандинавските планини) от сливането на двете съставящи я реки Фулуелвен (лява съставяща) и Гьорелвен (дясна съставяща), в северозападната част на лен Даларна. Поцялото си протежение тече предимно в тясна и дълбока долина с високи и стръмни брегове в горното и средно течение на юг-югоизток, а след устието на най-големия си приток Ванон – на изток. При градчето Юрос, на 150 m н.в. се слива с идващата отляво река Йостердалелвен и двете заедно дават началото на река Далелвен, която се влива в ютозападната част на Ботническия залив на Балтийско море.
Водосборният басейн на река Вестердалелвен обхваща площ от 8640 km², което представлява 29,84% от водосборния басейн на река Далелвен и малка част от него се намира на норвежка територия. Речната ѝ мрежа е едностравнно развита, с повече и по-дълги леви притоци. На североизток водосборният басейн на Вестердалелвен граничи с водосборния басейн на река Йостердалелвен (лява съставяща на Далелвен), а на юг и югозапад – с водосборните басейни на реките Колбексон и Гьотаелвен (от басейна на Балтийско море). Основни притоци: леви – Фулуелвен (80 km, 882 km²), Ванон (110 km, 2380 km²); десни – Гьорелвен (83 km, 1111 km²), Ерон.
Вестердалелвен има предимно снежно подхранване с ясно изразено пролетно-лятно пълноводие (от април до вай) и зимно маловодие. През зимата замръзва за период от 3 – 4 месеца.

## Стопанско значение, селища
Част от водите ѝ се използват за битово и промишлено водоснабдяване. Най-големите селища разположени по течението ѝ са градовете: Селен, Малунг, Вансбру и Дала-Йерна.

## Легенда
В книгата си Чудното пътуване на Нилс Холгерсон през Швеция, Селма Лагерльоф отделя цяла глава на Далелвен и предава една легенда: Стурон (Storån, Голям поток) и Фюлюелвен (Fuluälven/Fulan) решили да се състезават. Първоначално като потоци се изказвали презрително един за друг, но при срещата си като големи реки се изказали с такова възхищение един за друг, че решили да се слеят. За да не се откажат от имената си и да приемат името на другата, двете реки решили да изберат ново име (Далелвен) и да се преименуват съответно на Йостердалелвен и Вестердалелвен.